# Christian Songs
Christian Songs (även kallad Hot Christian Songs eller National Christian Audience) är en Billboardlista som publiceras av tidskriften Billboard i USA.
De 50 främst placerade sångerna inom den samtida kristna musiken rangordnas. Laglig digital nedladdning räknas inte, eftersom de går över listan Christian Digital Songs. Listan har publicerats sedan juni 2003.